# Diocèse de Novossibirsk
Le diocèse catholique de la Transfiguration de Novossibirsk est un diocèse de l'Église catholique de Russie, suffragant de l'archidiocèse de la Mère de Dieu (dont le siège est à Moscou). Le diocèse de Novossibirsk a été constitué en février 2002. 
Le diocèse comptait, en 2004, 500 000 baptisés catholiques sur 25 290 000 habitants (soit 2 % de la population) (les autres habitants étant majoritairement baptisés dans l'Église orthodoxe, ou venant d'autres confessions, ou sans religion). Il est confié à Joseph Werth, SJ, de citoyenneté russe et descendant d'une famille d'Allemands de la Volga, transférés au Kazakhstan, pendant la dékoulakisation.

## Territoire
Son territoire s'étend sur 2 000 000 km2, soit onze fois plus que l'Allemagne, et comprend 218 paroisses. Son siège épiscopal se situe dans la ville de Novossibirsk, avec comme cathédrale, la nouvelle petite cathédrale de la Transfiguration (en), construite entre 1992 et 1997. 
Le diocèse est divisé en 9 doyennés : le doyenné central, le doyenné de l'Altaï, le doyenné oriental, le doyenné d'Omsk, le doyenné de l'Oural, le doyenné de Sibérie occidentale.

## Histoire

### Jusqu’en 1991
La juridiction des paroisses catholiques de Sibérie occidentale était soumise, jusqu'à la Révolution d'Octobre, à celle de l'archevêché de Moguilev, dont l'archevêque (en général polonais) était en résidence à Saint-Pétersbourg, capitale de l'Empire russe. Il y avait un doyenné à Omsk et un autre à Tomsk. Les premières paroisses catholiques apparurent au début du XIXe siècle à Irkoutsk et à Tomsk, et à partir de 1840-1850 à Omsk, Tobolsk, Barnaoul, Krasnoïarsk, Ekaterinbourg. Au tournant du siècle, de nouvelles paroisses virent le jour à Tioumen, Novonikolaïevsk (aujourd'hui Novossibirsk), Kaïnsk, Ichim, Kourgan, etc.
Le Saint-Siège créa, le 1er janvier 1921, le vicariat apostolique de Sibérie, alors que le nouveau pouvoir soviétique s'installait, pensant compter sur sa neutralité, et alors que l'Église orthodoxe subissait une persécution religieuse sans précédent dans le monde moderne. Il regroupait les régions d'Omsk, de Tomsk et d'Irkoutsk, ainsi que certaines régions d'Asie moyenne. Les catholiques étaient au nombre de 150 000 sur cet immense territoire, sortant d'une guerre civile et plongé dans la détresse. Ce vicariat fut bientôt inopérant et les structures de l'Église catholique de Sibérie furent, malgré une tentative de réorganisation en 1926, totalement détruites quelques années plus tard. Ses prêtres furent expulsés, arrêtés, ou exécutés.
Il n'y avait plus officiellement un seul prêtre catholique en activité dans cet immense territoire en 1939. Cependant un nombre infime d'entre eux réussit à maintenir une activité clandestine pendant de longues années.

### Depuis 1991
L'administration apostolique de Sibérie est créée le 13 avril 1991, puis est divisée entre de l'administration apostolique de Sibérie orientale, et celle de Sibérie occidentale, le 18 mai 1999. C’est à partir de ces dernières que sont créés, en février 2002, respectivement les diocèses d’Irkoutsk et de Novossibirsk.

## Paroisses
Parmi les paroisses du diocèse, on peut distinguer :
- L'église Sainte-Anne d'Ekaterinbourg où travaillent des sœurs pallottines
- L'église du Cœur-Immaculé-de-Marie de Kemerovo qui est administrée par les rédemptoristes
- L'église Saint-Jean-Chrysostome de Novokouznetsk qui a la particularité d'être biritualiste (rite latin et rite byzantin uniate ou gréco-catholique)
- L'église Saint-Joseph de Tioumen
- L'église de la Bienheureuse Vierge Marie, Reine du Saint-Rosaire de Tomsk qui est l'église la plus ancienne de Sibérie occidentale